# أدريان كان
ادريان كان (19 سبتمبر 1980 في كندا - ) هو لاعب كرة قدم كندي في مركز الدفاع. شارك مع منتخب كندا تحت 20 سنة لكرة القدم ومنتخب كندا لكرة القدم. أما مع النوادي، فقد لعب مع إمباكت مونتريال وفانكوفر وايتكابس وكولورادو رابيدز ونادي إيسبيرغ ونادي تورونتو وسان أنتونيو سكوربيونز وفانكوفر وايتكابس (نادي كرة قدم) ومونتريال إمباكت (1992–2011).

## وصلات خارجية
- ادريان كان على موقع الاتحاد الدولي (مؤرشف)  (الإنجليزية)
- ادريان كان على موقع الدوري الأمريكي (الإنجليزية)
- ادريان كان على موقع قاعدة بيانات كرة القدم.إي يو (الإنجليزية)
- ادريان كان على موقع ناشيونال فوتبول تيمز (الإنجليزية)
- ادريان كان على موقع Soccerway.com (الإنجليزية)
- ادريان كان على موقع عالم كرة القدم.نت (الإنجليزية)